# Антон Инголич
Антон Инголич (Сподња Полскава, 5. јануар 1907 – Љубљана, 11. март 1992) је био словеначки књижевник најпознатији по својим делима за децу и младе. Његова књига "Тајно друштво ПГЦ" је деценијама била део лектире у некадашњој СФРЈ, а тинејџерски роман "Гимназијалка" ужива култни статус као један од првих на овим просторима који говори о проблему малолетничке трудноће. Добитник је Прешернове награде.

## Тајно друштво ПГЦ[3]
Дечак Михец и његови другови оснивају тајно друштво Пингоклавулус (ПГЦ) и сакупљају ексере и рајснадле збуњујући све око себе и упадајући у низ незгода.

## Ондуо мој црни момак[4]
Ондуо мој црни момак говори о девојци из Словеније, која се заљуби у студента из Африке и о предрасудама са којима се сусрећу као пар.

## Гимназијалка[5]
Гимназијалка сада већ култни роман омладинске књижевности некадашње Југославије, оригинално објављен 1967, говори о девојци која остане трудна са момком ког је тек упознала, и проблемима са којима се сусреће као малолетна трудница, неразумевању околине, осудом родитеља, вршњака и професора. 

## Потопљена галија[6]
На српско-хрватском објављен у чувеној дечијој едицији "Вјеверица" овај роман говори о групи младих људи који беже из дечијег кампа на излет. Марко, Јуре, Весна, Андро, Павле, Зденка и мала Метка краду моторну једрилицу и одлазе на Корнате, где поред авантуре, љубави и игре такође проналазе стару млетачку галију у једној ували.

## Дела на српском и хрватском[7]
- Пут по насипу (1950)
- На прелому (1950)
- Гдје сте Ламутови (1960)
- Тајно друштво ПГЦ (1963)
- Небо над завичајем (1964)
- Једанаесторица живих (1966)
- Дјечак са два имена (1968)
- Гимназијалка (1969)
- Садиоци лука (1974)
- Ондуо мој црни момак (1975)
- Потопљена галија (1978)
- Сречање с поводним коњем (1978)
- Ударна бригада (1980)
- Поверљиво (1986)
- Чудовита пот - младинска планинска повест (1986)
- Младост на степеницама (1988)
- Штрајк